# General Order No. 11
General Order № 11 er titlen på General Ulysses S. Grant's ordre af 17. december 1862, under den amerikanske borgerkrig om at alle jøder i hans kommandoområde skulle udvises. 
Ordren var en del af en kampagne som Grant førte mod det sorte marked med bomuld fra syden. Han blev efterhånden overbevist om, at det blev styret "Mest af jøder og andre principløse handlende".
En gruppe jødiske handlende i Paducah i Kentucky appellerede til præsident Abraham Lincoln om at få ordren annulleret, og efter instruks fra præsidenten skete det den 6. januar 1863.